# Liste lateinischer Phrasen/B

## Babylonis
Babylonis opes
„Die Reichtümer Babylons“ – Publius Papinius Statius: Silvae 3.2,137

## Baccalaureus
Baccalaureus artium
„Bakkalaureus der freien Künste“ – b. a. sc. liberalium; Universitätsdiplom untersten Grades. Das französische Baccalauréat (informelle Kurzform Bac) entspricht heute in etwa dem Abitur beziehungsweise der Matura und wird in Frankreich als erster akademischer Grad verstanden.

## Balnea
Balnea, census, amor, lis, alea, crapula, clamor
  impediunt multum Herbipolense studium.
„Bäder, Steuern, Liebe, Streit, Würfel, Rausch und Geschrei behindern das Studium in Würzburg sehr.“ – Leoninischer Hexameter des Scholasters Albert im 14. Jahrhundert auf seine Zeit in Würzburg.
Balnea, vina, Venus corrumpunt corpora nostra;
  sed vitam faciunt: balnea, vina, Venus.
„Die Bäder, die Weine, die Liebe: sie richten unseren Körper zugrunde;
  aber sie machen das Leben aus: Die Bäder, die Weine, die Liebe.“
(Inschrift CIL 6,3,15258,5-8; elegisches Distichon)
sinngemäß deutsch: "Es macht den Menschen nichts so hin wie Alkohol und Nikotin. Doch fühlt er sich besonders wohl bei Nikotin und Alkohol."

## Barba
Barba crescit, caput nescit.
„Der Bart wächst, (aber) der Kopf wird nicht weiser.“
Barba non facit philosophum.
„Der Bart macht keinen Philosophen.“ – Nach Aulus Gellius.
Barba tangenda te virum esse memineris.
„Wenn du deinen Bart berührst, wirst du dich daran erinnern, dass du ein Mann bist.“ – Nach den Sententiae des Caecilius Balbus
Im Original heißt es: „Lysander interrogatus, cur magnam barbam libenter haberet, respondit:
Ut solum tangendo eam virum me esse meminerim“ (Auf die Frage, warum er so sehr an seinem langen Bart hänge, antwortete Lysander: „Um mich, wenn ich ihn berühre, daran zu erinnern, dass ich ein Mann bin.“)

## Barbara
Barbara, Celarent primae, Darii Ferioque; / Cesare, Camestres, Festino, Baroco secundae; / Tertia grande sonans recitat Darapti, Felapton, / Disamis, Datisi, Bocardo, Ferison; / quartae sunt Bamalip, Calemes, Dimatis, Fesapo, Fresison.
Traditioneller Merkspruch über die Schlüssigkeit von Syllogismen

## Barbarus

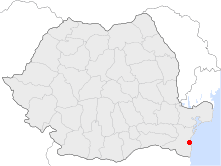
Lage von Tomis im heutigen Rumänien

Barbarus hic ego sum, quia non intelligor ulli.
„Hier bin ich der Barbar, weil ich von niemandem verstanden werde.“ Denn als Barbaren wurden diejenigen bezeichnet, deren Sprache man nicht verstand.
So beklagt sich Ovid (Epistulae ex Ponto 5,10,37 [Briefe vom Schwarzen Meer]) aus seinem Verbannungsort Tomis am Schwarzen Meer. Er erzählt vom rauen Klima, den rohen Barbaren, der steten Kriegsgefahr und der Einsamkeit. Er beteuert seine Unschuld, doch beide Kaiser heben die Verbannung nicht auf.

## Beata
Beata aeternitas vel aeterna beatitudo
„Selige Ewigkeit oder ewige Seligkeit“ – Augustinus: De civitate Dei 9.13
Beata morte nil beatius.
„Kein größeres Glück als ein seliger Tod.“ – Sprichwort
Beata simplicitas
„Selige Einfalt“ – Thomas a Kempis: De imitatione Christi 4.18,5
Beata Virgo Maria
„Selige Jungfrau Maria“ – Bezeichnung für die Jungfrau Maria in der katholischen Kirche.
Beata vita perfecta sapientia efficitur
„Ein glückliches Leben kommt durch vollkommene Weisheit zustande.“

## Beatae
Beatae memoriae
„Seligen Angedenkens“ – Bezogen auf die Erinnerung an Verstorbene nach Hieronymus: Epistulae 24,1

## Beate
Beate enim vivendi cupiditate incensi omnes sumus.
„Wir alle sind ja beseelt von der Begierde, glücklich zu leben.“ – Cicero: De finibus bonorum et malorum 5.86
Beate vivere honeste, id est, cum virtute vivere.
„Glücklich leben heißt sittlich leben, das heißt tugendsam.“ – Cicero: De finibus bonorum et malorum 3.29

## Beati
Beati illi qui procul negotiis.
„Glücklich sind diejenigen, die fernab der Geschäfte sind.“ (siehe Beatus ille qui procul negotiis)
Beati misericordes, quoniam ipsi misericordiam consequentur.
„Selig die Barmherzigen, denn sie werden Barmherzigkeit erlangen.“ – Vulgata: Evangelium nach Matthäus 5,7
Beati monoculi in regione caecorum.
„Gesegnet sind die Einäugigen im Land der Blinden.“ – Vgl. das Sprichwort „Im Land der Blinden ist der Einäugige König.“
Beati mundo corde, quoniam ipsi Deum videbunt.
„Selig sind, die reines Herzens sind, denn sie werden Gott schauen.“ – Vulgata: Evangelium nach Matthäus 5,8
Beati Pacifici.
„Selig sind die Friedfertigen.“
Beati pauperes spiritu
„Selig sind die Armen im Geist“ – Eine der Seligpreisungen aus der Bergpredigt, zitiert nach der Vulgata, Evangelium nach Matthäus 5,3.
Beati possidentes
„Glücklich [sind] die Besitzenden“. – Bei einem Streit um das Eigentum ist derjenige, der die Sache in Besitz hat, im Vorteil und muss nicht sein Recht beweisen. Das muss vielmehr derjenige, der die Sache beansprucht.
Römischer Rechtsgrundsatz, der sich in diesem Wortlaut im Corpus Juris Civilis nicht findet. Sachlich ist er jedoch in den Digesten mehrmals genannt.
Die Formulierung geht zurück auf ein nur in Fragmenten erhaltenes Drama „Danaë“ des Euripides: κακὸς δ’ ὁ μὴ ἔχων, οἱ δ’ ἔχοντες ὄλβιοι kakós d’ ho mḗ echōn, hoi d’ échontes ólbioi („Schlecht geht es dem, der nicht hat; die Besitzenden sind glücklich“).
Beati, qui nunc fletis, nam ridebitis.
„Glücklich seid ihr, die ihr jetzt weint, denn ihr werdet lachen.“

## Beatius
Beatius est magis dare quam accipere.
„Seliger ist es, mehr zu geben als zu empfangen.“ – Vulgata: Apostelgeschichte 20,35
Diese Auffassung steht im Einklang mit der Lehre der römischen Stoiker, dass man Wohltaten mit Zinsen zurückzahlen soll; z. B. Seneca (Epistulae morales 81,17): „Errat enim, si quis beneficium accipit libentius quam reddit. … Ingratus est, qui beneficium reddit sine usura“ („Es irrt, wer eine Wohltat lieber empfängt als zurückzahlt. … Undankbar ist, wer eine Wohltat ohne Zinsen erwidert“).
Das verkürzte Sprichwort „Geben ist seliger denn nehmen“ geht auf das Zitat aus der Apostelgeschichte zurück.

## Beatus
Beatus ille qui procul negotiis
„Glücklich jener, der fern von Geschäften.“ Horaz, Epoden 2,1. Gemeint ist damit die Begeisterung für das Landleben. Das vollständige Zitat lautet folgendermaßen:
Beatus ille, qui procul negotiis,

ut prisca gens mortalium,

paterna rura bobus exercet suis,

solutus omni faenore;

Neque excitatur classico miles truci

neque horret iratum mare

forumque vitat et superba civium

potentiorum limina.
Glücklich der Mann, der fern von Geschäften,

wie einst das Menschengeschlecht,

die väterliche Scholle mit seinen Ochsen pflügt,

frei von Schuldenlast;

weder wird er als Soldat vom wilden Signal aufgescheucht

noch vom grollenden Meer verängstigt,

er meidet das Forum und die stolzen

Paläste der Mächtigen.

## Bella
Bella, horrida bella.
„Kriege, entsetzliche Kriege!“ – Vergil, Äneis 6,86.
Bella gerant alii, tu felix Austria nube.
„Kriege mögen andere führen, du, glückliches Österreich heirate.“ – Motto der Heiratspolitik der Habsburger aus dem 17. Jahrhundert. Das vollständige Distichon lautet „Bella gerant alii, tu felix Austria nube. Nam quae Mars aliis, dat tibi diva Venus.“ („Kriege lass andere führen, du, glückliches Österreich, heirat’! Denn was den anderen Mars, Venus, die Göttin, gibt’s dir.“)
Siehe auch Felix Austria.
Bella gerant alii, Protesilaus amet.
„Kriege mögen andere führen, Protesilaus möge lieben.“ – Ovid, Heroides 13,82.
Im Trojanischen Krieg sprang der Held Protesilaos als erster Grieche an Land und wurde auch als erster getötet. Um seine Witwe Laodameia zu trösten, erlaubten die Götter dem Getöteten, noch drei Stunden mit seiner Gemahlin zu verbringen.
Bella matribus / detestata
„Die von den Müttern verfluchten Kriege“ Horaz, carmina 1,1,24f.

## Bellerophontis

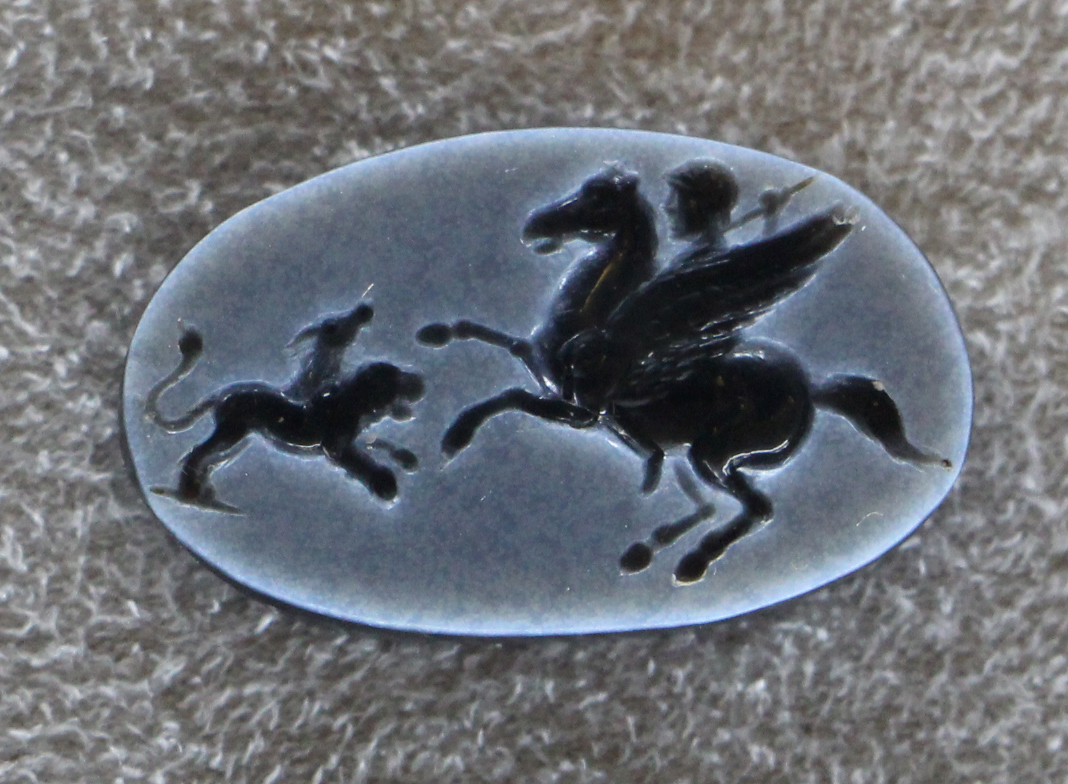
Antike Gemme: Bellerophon, auf Pegasus reitend, tötet die Chimäre

Bellerophontis tabellae
Wiedergabe des griechischen Ausdrucks „Βελλεροφόντος τὰ γράμματα“ (Bellerophontos ta grammata)
„Brief des Bellerophon“ – Brief, der statt einer Empfehlung den Befehl enthält, den Überbringer des Briefes zu töten.
Darauf spielt Plautus (Bacchides 810 f.) an: „Aha, Bellerophontem tuos me fecit filius:/ egomet tabellas tetuli, ut vincirer.“ (Aha, zum Bellerophon hat mich dein Sohn gemacht: / ich selber habe den Brief überbracht, dass ich gefesselt werden soll.)
Bellerophon war ein Enkel des Sisyphos. Die Frau des Königs Proitos beschuldigte ihn, er habe versucht, sie zu verführen. Der König schickte Bellerophontes darauf zu seinem Schwiegervater Iobates, mit der verschlüsselten Nachricht, ihn zu töten.
Variante: litterae Bellerophontes

## Bellum
Belli domique
„In Krieg und Frieden“ – Cicero: De re publica 1.38
Bellum intestinum
„Innerer Krieg“ – Bürgerkrieg laut Cicero: In Catilinam 2,28.
Andere Bezeichnungen für den Bürgerkrieg sind bellum civile und bellum domesticum.
Bellum iustum
„Gerechter Krieg“ – Die Theorie vom Gerechten Krieg soll die Beurteilung ermöglichen, ob eine Anwendung militärischer Gewalt vom moralischen Standpunkt her erlaubt oder sogar geboten ist. Hierbei wird zwischen zwei Kategorien unterschieden: dem „ius ad bellum“ (Recht zum Krieg – unter welchen Umständen darf Krieg geführt werden?) und dem „ius in bello“ (Recht im Krieg – Regeln zur legitimen Kriegführung).
Bellum offensivum
„Angriffskrieg“ – Francis Bacon: Historia regni Henrici Septimi 3,2
Bellum omnium contra omnes
„Krieg aller gegen alle“ – Bezeichnung des Naturzustands durch Thomas Hobbes. Das Theorem vom „Krieg aller gegen alle“ gab der Staatsrechtsdiskussion eine Option, weltliche Macht unabhängig von religiösen Konzepten zu legitimieren.
Bellum omnium pater.
„Der Krieg ist aller (Dinge) Vater.“ – Sentenz des griechischen Philosophen Heraklit, die im Original folgendermaßen lautet:
„Πόλεμος πάντων μὲν πατήρ ἐστι.“ (Polemos pantōn men patēr esti.)
Nach Heraklit besteht das Prinzip der Welt darin, dass es etwas Gleichbleibendes gibt, das sich durch ein Umschlagen von einem Pol zum anderen stetig wandelt.
Bellum se ipsum alet.
„Der Krieg wird sich selbst nähren.“ – Marcus Portius Cato bei Livius, Ab urbe condita 34.9,12. Vergleiche auch Der Krieg ernährt den Krieg.
Bellum tibi ex victoria nascitur.
„Aus deinem Sieg erwächst dir ein neuer Krieg.“ – Curtius Rufus: Historiae Alexandri Magni Macedonis 7.8,21

## Bene
Bene decessit.
„Er starb eines natürlichen Todes.“
Bene eveniat!
„Möge es gut ausgehen!“ –  Cicero, Ad Atticum 7. 2,4
Bene facta in luce se conlocari volunt.
„Gut Getanes will im Licht stehen.“ – „Gute Taten wollen ins Licht gesetzt werden.“
Cicero, Tusculanae disputationes 2,64.
Bene facta male locata malefacta habentur.
„Schlecht angewendete Wohltaten sind als üble Taten anzusehen.“
Bene ferre magnam disce fortunam.
„Lerne ein großes Glück gut zu ertragen.“ – Zitat aus den Carmina des Dichters Horaz (3,27,74f.)
Bene meriti
„Menschen, die sich um etwas verdient gemacht haben“ –Cicero, De re publica 2,4.
Auf einen einzelnen Menschen angewandt lautet dieses Lob bene meritus/merita (Mann/Frau).
Menschen mit hohen Verdiensten: optime meriti/meritae
Bene nati mediocriter edocti.
„Wohlgeboren und mäßig gebildet.“
Bene valete!
„Lebt wohl!“ – Plautus: Miles gloriosus 1340
Bene vixit, qui bene latuit.
„Gut hat gelebt, wer sich gut verborgen hat.“
Das Diktum ist ein etwas verändertes Zitat des Ovid, bei dem es in den Tristia 3,4,25 heißt: „bene qui latuit, bene vixit“.

## Benedicite
Benedicite, omnia opera. („Lobet, alle Werke!“)
Anfang des Hymnus der Drei Jünglinge im Feuerofen (Daniel 3,57): „Benedicite, omnia opera Domini, Domino“ („Lobt, alle Werke des Herrn, den Herrn!“)

## Benedictio
Benedictio Dei divites facit.
„Gottes Segen macht reich.“ – Vulgata: Buch der Sprichwörter 10,22
Benedictio patris firmat domos filiorum.
„Des Vaters Segen baut den Kindern Häuser.“ – Vulgata: Ekklesiastes 3,11

## Benedictus
Benedictus Dominus Deus Israel.
„Gesegnet sei der Herr, der Gott Israels“: Beginn des Lobgesang des Zacharias (Lk 1,69ff.), danach Benedictus genannt, eines der drei Cantica des Neuen Testaments.
Benedictus, qui venit in nomine Domini.
„Gesegnet sei er, der kommt im Namen des Herrn“: Messianischer Gruß aus Psalm 118,26, von der Menge gerufen beim Einzug Jesu in Jerusalem.
Auch Teil des Sanctus der Messe: „Hochgelobt sei, der da kommt im Namen des Herrn.“ In Vertonungen in der Regel eigenständig.
Benedictus vir, qui confidit in Domino.
„Gesegnet der Mann, der sich auf den Herrn verlässt.“ – Vulgata: Jeremias 17,7

## Beneficii
Beneficii accepti esto memor.
„Behalt eine empfangene Wohltat im Gedächtnis!“ – Sprichwort
Beneficii accepti numquam oportet oblivisci, dati protinus.
„Eine Wohltat, die man empfangen hat, sollte man nie vergessen, eine, die man erwiesen hat, sofort.“ – Pseudo-Seneca: Liber de moribus 67

## Beneficium
Beneficia donari aut mali aut stulti putant.
„Dass Wohltaten umsonst sind, glauben nur Bösewichte oder Dummköpfe.“ – Publilius Syrus: Sententiae 80
Beneficium fortunae
„Gunst des Schicksals“ – Seneca: Epistulae morales 63,7
Beneficium iuris nemini est denegandum.
„Der Schutz des Rechts darf niemandem verweigert werden.“ – Rechtsregel
Beneficium legis frustra implorat, qui committit in legem.
„Auf den Schutz des Gesetzes beruft sich vergeblich, wer gegen das Gesetz verstößt.“ – Rechtsregel

## Benevole
Benevole lector
„Geneigter Leser“ – Auch in der Form Lector benevole

## Benevolentia
Benevolentia importuna non differt ab odio.
„Unangebrachtes Wohlwollen unterscheidet sich nicht von Hass.“ – Sprichwort
Benevolentia nihil aliud est quam cupiditas ex commiseratione orta.
„Wohlwollen ist nichts anderes als aus dem Mitleid entsprungenes Verlangen.“ – Baruch de Spinoza: Ethica 3.27

## Benigna
Benigna interpretatio
„Günstige Auslegung“ – Corpus Iuris Civilis, Digesta 23.4,9 (Pomponius)

## Bernardus
Bernardus valles amat.
„Bernhard liebt die Täler.“ – Dieser Merkvers über vier wichtige katholische Orden lautet vollständig so:
„Bernhardus valles, montes Benedictus amabat, / oppida Franciscus, magnas Ignatius urbes.“
„Bernhard liebte die Täler, Benedikt die Berge; Franziskus die Ortschaften, Ignatius die großen Städte.“
Der heilige Bernhard von Clairvaux ließ seine Zisterzienser-Klöster vorwiegend in Tälern anlegen. Benediktus gründete seine Klöster in Bergregionen. In der Folge von Franziskus von Assisi sind die Franziskaner-Klöster in kleineren und mittleren Orten, während die Jesuiten des Ignatius von Loyola größere Städte bevorzugen.

## Berolinum
Berolinum – orbi lumen
„Berlin, Licht des Erdkreises“ – J. Kayser, 1698. Anagramm des westfälischen Pfarrers Johann Kayser im Jahr 1698 auf einer Dienstreise nach Berlin, im Andenken an den Großen Kurfürsten Friedrich Wilhelm.

## Bestia
Bestia bestiam novit.
„Ein Tier kennt das (andere) Tier.“
Bestia crudelis est cor pravae mulieris.
„Ein grausames Untier ist das Herz einer falschen Frau.“ – Sprichwort

## Bestiarum
Bestiarum more
„Nach Art der Tiere“ – wie das liebe Vieh

## Bibe
Bibe, si bibis!
„Trink, wenn du trinkst!“ – „Trink ordentlich, wenn du trinkst!“ Plautus: Stichus 710

## Bibere
Bibere et manducare nulli concessum est ad gulam explendam, sed ad famem sitimque restringendam.
„Es ist keinem gestattet, zu trinken und zu essen, um seinen Schlund zu füllen, sondern um Hunger und Durst zu stillen.“ – Beda Venerabilis: Proverbiorum liber
Bibere humanum est, ergo bibamus.
„Trinken ist menschlich, also lasst uns trinken.“ – Inschrift im Nürnberger Ratskeller

## Bibamus
Bibamus et gaudeamus.
„Lasst uns trinken und uns freuen!“ – Zitat aus einem Studentenlied:
Bibamus et gaudeamus, dum iuvenes sumus,

nam tarda senectus venit

et post eam mors; post mortem nihil!
Trinken wir und freuen wir uns, solange wir noch jung sind,

denn lähmend kommt das Alter

und danach der Tod; nach dem Tod nichts.
Siehe auch Gaudeamus igitur.

## Bibant
Bibant in poenitentiam.
„Mögen sie es zur Buße trinken.“ – Verdikt aus Rom, als ein bayerischer Bischof dort darum ersuchte, den Mönchen während der Fastenzeit den Biergenuss zu verbieten. Rom erbat eine Kostprobe und empfand das Bier als ungenießbar.

## Bibite
Bibite, fratres, bibite, ne diablus vos otiosos inveniat.
„Trinkt, Brüder, trinkt, damit der Teufel euch nicht untätig finde.“

## Biblia

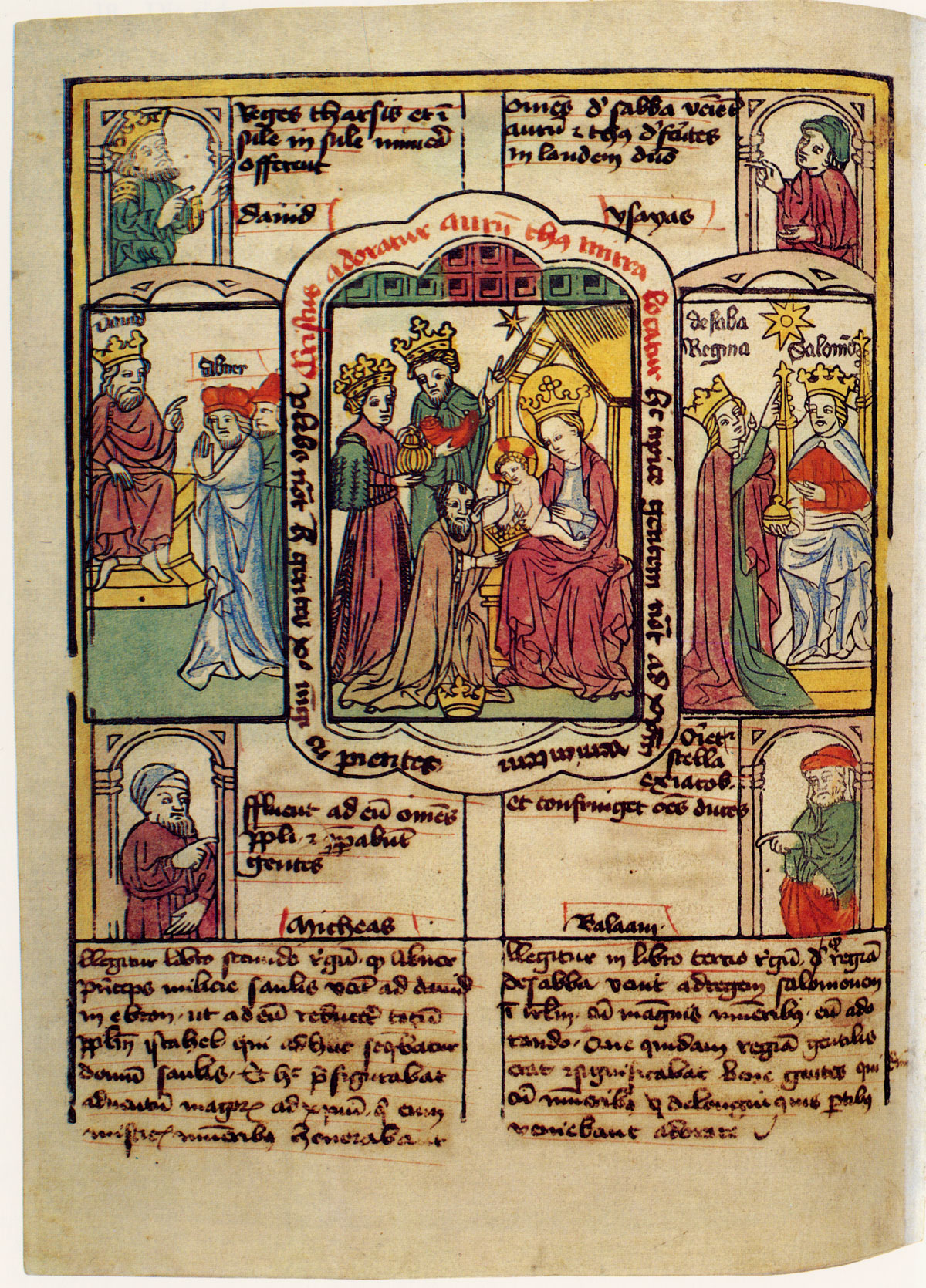
Biblia pauperum, um 1455

Biblia Hebraica
„Hebräische Bibel“
Biblia pauperum
„Armenbibel“: Vereinfachte und reichlich illustrierte Fassungen der Bibel, die von Bettelmönchen für ihre Predigten an das einfache Volk verwendet wurden.

## Bibo
Bibo ergo sum.
„Ich trinke, also bin ich.“ – Humoristische Anspielung auf Cogito ergo sum.

## Bipes
Bipes asellus
„Zweibeiniger Esel“ – Juvenal: Saturae 9,92

## Bis
Bis ac ter, quod pulchrum est.
„Was gut ist, (soll man) zweimal und dreimal wiederholen.“ – Erasmus: Adagia 149 (nach Platon)
Bis ad eundem lapidem offendere
„Zwei Mal an denselben Stein stoßen“ – Entspricht dem griechischen Τὸ δὶς ἐξαμαρτεῖν οὐκ ἀνδρὸς σοφοῦ. („Zweimal denselben Fehler zu begehen ist eines weisen Mannes Sache nicht.“). Der römische Dichter Ausonius schrieb in seinen Briefen an Paulus:
„… ea quae tibi iam cursim fuerant recitata, transmisi. etenim hoc poposcisti atque id ego malui, tu ut tua culpa ad eundem lapidem bis offenderes, ego autem, quaecumque fortuna esset, semel erubescerem.“
„… das, was Dir schon flüchtig vorgelesen worden war, übersende ich Dir. Denn Du forderst dies und ich will das lieber, daß Du an denselben Stein zweimal stößt, ich aber, was auch immer der Fall sei, nur einmal erröte.“
Bis dat, qui cito dat.
„Doppelt gibt, wer schnell gibt.“ – Zitat aus den Varronischen Sentenzen des Dichters Publilius Syrus
Bis de eadem re ne sit actio.
„Zweimal über dieselbe Sache gebe es keine Verhandlung.“ – Rechtsgrundsatz, der eine zweite (Gerichts-)Verhandlung derselben Angelegenheit untersagt
Bis idem non est idem.
„Zweimal das Gleiche ist nicht dasselbe.“
Bis in die (bid)
„Zweimal am Tag“ – Medizinische Abkürzung: bid
Bis peccare in bello non licet.
„Zweimal im Krieg Fehler zu machen ist nicht erlaubt.“
Bis pueri senes.
„Greise sind doppelte Kinder.“ – Erasmus von Rotterdam: Adagia 436
„Bis puer ipse senex, pueris colludere gestit.“
„Der Greis wird ein zweites Mal zum Kind, er will mit den Kindern spielen.“
Bis repetita (non) placent.
„Zweimal Wiederholtes gefällt (nicht).“ – Vielleicht nach Horaz: De arte poetica (Epistula ad Pisones) 365 – dort steht in einem Vergleich poetischer Werke mit Gemälden – haec placuit semel, haec deciens repetita placebit. („Dieses gefiel einmal, dieses wird zehnmal wiederholt noch gefallen.“)
Bis vivit, qui bene vivit.
„Zweimal lebt, wer gut lebt.“

## Bona
Bona
„(Prognose) gut“ – Medizinischer Fachausdruck; siehe auch Prognosis: dubia, incerta, mala, infausta
Bona causa nullum iudicem verebitur.
„Eine gute Sache fürchtet keinen Richter.“ – Publilius Syrus: Sententiae 702
Bona fide
„In gutem Glauben.“: Begriff aus der Rechtswissenschaft. Dabei handelt es sich um einen Vertrauensschutz in einen Rechtsschein.
Bona malis paria non sunt, etiam pari numero.
„Das Gute ist dem Bösen nicht gleich, auch wenn es zahlenmäßig gleich ist.“ – Plinius d. Ä.: Naturalis historia 7. 132
Bona nox.
„Gute Nacht!“: Dies ist der Anfang des vierstimmigen Kanons Bona nox! bist a rechta Ox von Wolfgang Amadeus Mozart aus dem Jahr 1788:
Bona nox!

Bist a rechter Ochs,

Bona notte,

Liebe Lotte,

Bonne nuit,

Pfui, pfui, …
Bona officia
„Gute Dienste“ – Angebot einer Nation, in einem Streitfall anderer Nationen zu vermitteln
Bona terra, mala gens.
„Gutes Land, schlechte Leute.“ – William Shakespeare: König Heinrich VI., II.4,7
Bona vacantia
„Herrenlose Güter“

## Boni
Boni pastoris est tondere pecus, non deglubere.
„Ein guter Hirte schert sein Vieh, er zieht ihm nicht das Fell ab.“ – Äußerung des römischen Kaisers Tiberius über seine Statthalter, laut Sueton

## Bonum
Bonum ad virum cito moritur iracundia.
„Bei einem guten Mann stirbt der Zorn schnell.“ – Zitat aus den Werken des Dichters Publilius Syrus
Bonum commune communitatis
„Allgemeinwohl“ – Literarisch auch für „Allgemeingut“
Bonum commune hominis
„Allgemeingut“
„Bonum et aequum“, „bono et aequo“
„Recht und billig (Angemessenes)“ – Billigkeit im Sinne des römischen Zivilrechts, wo dieses Begriffspaar Teil der zivilrechtlichen Naturrechtslehre ist.
Bonum magis carendo quam fruendo cernitur.
„Das Gute wird stärker wahrgenommen, wenn man es entbehrt, als wenn man es genießt.“

## Bonus

Wappen des spanischen Kardinals Enrique Almaraz y Santos (1847–1922)

Bonus pastor animam suam dat pro ovibus suis.
„Der gute Hirte gibt sein Leben für seine Schafe.“ – Motto des Guten Hirten, Ehrentitel für Jesus Christus
Bonus vir semper tiro.
„Ein guter Mensch bleibt immer Lehrling.“ – Martial, Epigramme 12,51,2.
Der vorausgehende Satz lautet: „Dass unser Fabullinus so oft betrogen wird, wundert dich, Aulus?“ Die Aussage dieses Zweizeilers ist es also, dass gutmütige Menschen oft Lehrgeld zahlen müssen. Goethe nahm diesen Spruch in seine Maximen und Reflexionen auf.

## Bonna
Bonna solum felix
„Glücklicher Boden Bonn“ – Spruch aus dem 16. Jahrhundert über die Stadt Bonn

## Boreas
Boreas domus, mare amicus.
„Der Norden ist unsere Heimat, das Meer unser Freund.“ – Motto der schottischen Orkney-Inseln

## Breve
Breve et irreparabile tempus omnibus est vita.
„Eine kurze und unwiederbringliche Zeit ist für alle das Leben.“

## Brevi
Brevi manu (B. m.)
„Kurzer Hand“: Ohne Umstände. In der Rechtssprache bedeutet Brevi manu traditio „Übergabe kurzer Hand“, die Aushändigung einer Sache z. B. durch einen Boten, bei der es keiner förmlichen Übergabe mehr bedarf. Corpus Iuris Civilis, Digesta 23. 3,43,1 (Ulpian)

## Breviarium

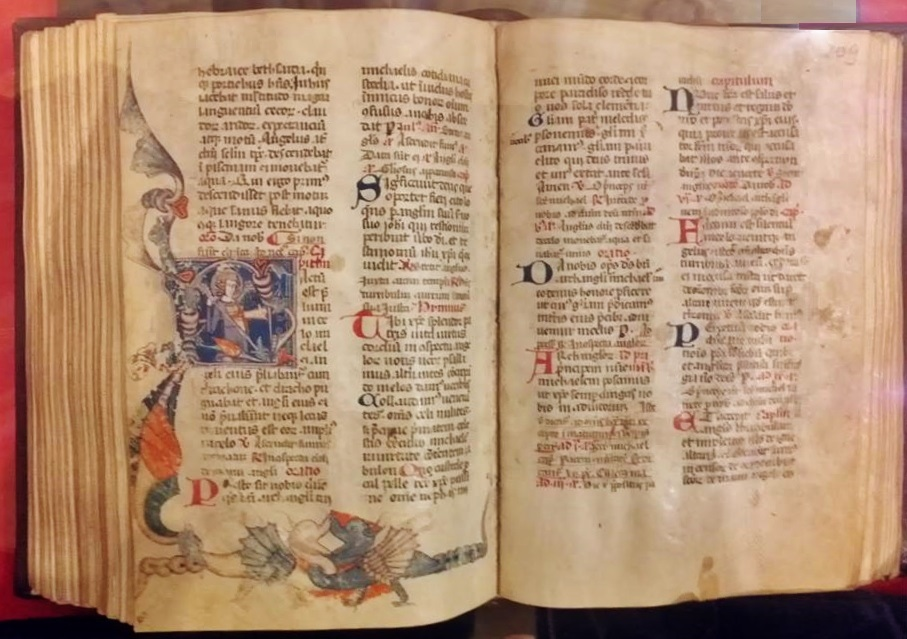
Blick in ein Brevier aus der Abtei Sacra di San Michele

Breviarium Romanum
„Römisches Brevier“ – Kirchenlateinischer Begriff für das Brevier

## Brevis
Brevis cantio cito decantatur.
„Ein kurzes Lied ist schnell gesungen.“ – Sprichwort
Brevis esse laboro, obscurus fio.
„Ich bemühe mich kurz zu sein und werde dunkel.“ – Beschreibt die Tatsache, dass durch Kürzen eines Textes der Inhalt unklarer werden kann.
Brevis nobis a natura vita data est.
„Uns ist von der Natur ein kurzes Leben gegeben.“ – Umformulierung von Cicero, Orationes Philippicae 14,32, wo es heißt:
„Brevis a natura vita vobis data est, at memoria bene redditae vitae sempiterna“ („Ein kurzes Leben ist euch von der Natur gegeben, aber die Erinnerung, es gut zurückgegeben zu haben, auf ewig“).
Brevis oratio penetrat caelos.
„Ein kurzes Gebet dringt in den Himmel ein.“
Im Roman „Gargantua und Pantagruel“ von Rabelais (1,41) hat dieses Sprichwort eine zweite Hälfte und lautet vollständig: „Brevis oratio penetrat coelos et longa potatio evacuat scyphos“ („… und langes Trinken leert die Becher“).

## Bruta
Bruta licet soleant animalia iure timeri, omnibus est illis plus metuendus homo.
„Mag man auch meist zu Recht die wilden Tiere fürchten, mehr als sie alle muss man den Menschen fürchten.“ – Sprichwörtlich gewordenes Distichon, das die abschließende Moral der 17. Fabel des Flavius Avianus („Venator et Tigris“) ist.

## Bulla
Bulla est vita hominum.
„Das menschliche Leben ist eine Seifenblase.“ – Inschrift auf Sonnenuhren

## Bursa
Bursa carens aere nequit inter vina sedere.
„Fehlt es dem Beutel an Geld, kann man nicht beim Wein sitzen.“ (Wörtlich: „Ein Beutel ohne Geld kann nicht beim Wein sitzen.“) – Ein aus dem Mittelalter bekanntes Sprichwort